# Værker af Franz Schubert (D 1 – D 500)
Dette er en liste over værker af den østrigske komponist Franz Schubert ordnet efter D-numrene i en opdateret udgave af Otto Erich Deutschs kronologiske katalog over Schuberts værker.
Af pladshensyn er listen fordelt på to artikler. Dette er den første halvdel; den anden halvdel findes som Værker af Franz Schubert (D 501 – D 998).

## D 1 – D 50
- D 1 Fantasi i G-dur for to klaverduet
- D 2 Strygekvartet i G-dur (fragment)
- D 2a Ouverture i D-dur for orkester; tidligere kaldt D 996
- D 2b Symfonifragment i D-dur; tidligere kaldt D 997
- D 2c Fragment af strygekvartet i d-mol/F-dur; tidligere kaldt D 998
- D 2d Seks menuetter for klaver; tidligere kaldt D 995
- D 2e Fantasi i c-mol for klaver; tidligere kaldt D 993
- D 2f Trio til en menuet i C-dur (skitse)
- D 3 Satser til en strygekvartet (udgivet 1978)
- D 4 Ouverture til "Der Teufel als Hydraulicus"
- D 5 Lieden "Hagar's Klage"
- D 6 Lieden "Des Mädchens Klage"
- D 7 Lieden "Eine Leichenphantasie"
- D 8 Ouverture til strygekvartet i c-mol (udgivet 1970)
- D 8a Ouverture for strygekvartet i c-mol (bearbejdelse af D 8)
- D 9 Fantasi i g-mol for klaverduet
- D 10 Lieden "Der Vatermörder"
- D 11 Operetten "Der Spiegelritter" (ufuldendt)
- D 12 Ouverture i D-dur for orkester
- D 13 Fuga i d-mol (ikke trykt)
- D 14 Ouverture for klaver (gået tabt)
- D 15 Lieden "Der Geistertanz" (to fragmentariske skitser)
- D 16 Øvelser i imitation
- D 17 Arrangmeneter af "Quel' innocente figlio" for blandede stemmer (øvelser til Salieri)
- D 18 Strygekvartet nr. 1 (i forskellige tonearter)
- D 19 Strygekvartet (i forskellige tonearter) (gået tabt)
- D 19a Strygekvartet (i forskellige tonearter) (gået tabt)
- D 19b Valse og march (gået tabt)
- D 20 Ouverture til strygekvartet i B-dur (gået tabt)
- D 21 Seks variationer i Es-dur (gået tabt)
- D 22 Tolv menuetter med trioer (gået tabt)
- D 23 "Klaglied"
- D 24 Variationer i F-dur (ikke udgivet)
- D 24a Fuga i C-dur (for orgel?)
- D 24b Fuga i G-dur (for orgel?)
- D 24c Fuga i d-mol (for orgel?)
- D 24d Fuga i C-dur for klaver (fragment)
- D 24e Messe (i F-dur?) (fragment)
- D 25 Øvelser i kontrapunkt (ikke udgivet)
- D 25c Fuga i F-dur for klaver (fragment)
- D 26 Ouverture i D-dur for orkester
- D 27 "Salve Regina" i F-dur for sopran, orkester og orgel
- D 28 Trio i B-dur, kaldt "Sonate for klaver, violin og cello"
- D 29 Andante i C-dur for klaver (bearbejdelse af Strygekvartet nr. 3)
- D 30 Lieden "Der Jüngling am Bache"
- D 31 Kyrie til en messe i d-mol for kor, orkester og orgel
- D 32 Strygekvartet nr. 2 i C-dur
- D 33 Arrangement af "Entra l'uomo allor che nasce" for blandede stemmer
- D 34 Arrangement af "Te solo adoro" for fire blandede stemmer (øvelse med Salieri)
- D 35 Arrangement af "Serbate, o Dei custodi" for blandede stemmer (øvelse med Salieri)
- D 36 Strygekvartet nr. 3 i B-dur
- D 37 Lieden "Die Advokaten"
- D 37a Fugaskitser i B-dur; tidligere kaldt D 967
- D 38 Trioen "Totengräberlied"
- D 39 Skitse til sangen "Ich saß an einer Tempelhalle am Musenhain" (ikke trykt)
- D 39a Tre menuetter og trioer (gået tabt)
- D 40 Strygekvartet i Es-dur (gået tabt), muligvis identisk med D 87
- D 41 Menuetter med trioer for klaver (i en "let stil")
- D 41a Fuga i e-mol for klaver (fragment)
- D 42 Lieden "Misero pargoletto"
- D 43 Trioen "Dreifach ist der Schritt der Zeit ..."
- D 44 Lieden "Totengräberlied"
- D 45 Kyrie i B-dur
- D 46 Strygekvartet nr. 4 i C-dur
- D 47 Lieden "Dithyrambe" for blandet kor med tenorsolo og klaver (fragment)
- D 48 Fantasi i c-mol for klaverduet (kaldt "Grande Sonate")
- D 49 Kyrie i d-mol for kor og orkester (fragment)
- D 50 Lieden "Die Schatten"

## D 51 – D 100
- D 51 Trioen "Unendliche Freude"
- D 52 Lieden "Sehnsucht" (første version; anden version er D 636)
- D 53 Trioen "Vorüber die stöhnende Klage"
- D 54 Kanonen "Unendliche Freude"
- D 55 Trioen "Selig durch die Liebe"
- D 56 Sanctus, kanon i B-dur for tre stemmer
- D 57 Trioen "Hier strecket der wallende Pilger"
- D 58 Trioen "Dessen Fahne Donnerstürme wallte"
- D 59 Lieden "Verklärung"
- D 60 Trioen "Hier umarmen sich getreue Gatten"
- D 61 Lieden "Ein jugendlicher Maienschwung"
- D 62 Trioen "Thronend auf erhabnem Sitz"
- D 63 Trioen "Wer die steile Sternenbahn"
- D 64 Trioen "Majestät'sche Sonnenrosse"
- D 65 Kanonen "Schmerz verzerret ihr Gesicht"
- D 66 Kyrie i F-dur for kor, orkester og orgel
- D 67 Trioen "Frisch atmet des Morgens lebendiger Hauch"
- D 68 Strygekvartet nr. 5 i B-dur (to satser markeret med allegro, andre sandsynligvis gået tabt)
- D 69 Kanonen "Dreifach ist der Schritt der Zeit" for tre stemmer
- D 70 Kanonen "Ewig still steht die Vergangenheit" for tre stemmer
- D 71 Trioen "Die zwei Tugendwege"
- D 71a Kanonen "Alleluja" i F-dur
- D 71b Fuga i e-mol for klaver (fragment)
- D 71c Fragment af et orkesterstykke i D-dur; tidligere kaldt D 966a
- D 72 Menuet og finale i F-dur til en oktet for blæsere
- D 72a Allegro i F-dur for blæseoktet (ufuldendt)
- D 73 Lieden "Thekla"
- D 74 Strygekvartet nr. 6 i D-dur
- D 75 Drikkevise for bassolo, mandskor og klaver
- D 76 Lieden "Pensa, che questo istante"
- D 77 Lieden "Der Taucher" (første version; anden version er D 111)
- D 78 Lieden "Son fra l'onde"
- D 79 "Eine kleine Trauermusik" for blæsere
- D 80 "Kantate zur Namensfeier des Vaters" for tre mandlige sangere og guitar
- D 81 Lieden "Auf den Sieg der Deutschen" (med to violiner og cello som akkompagnement)
- D 82 Symfoni nr. 1 i D-dur
- D 83 Lieden "Zur Namensfeier des Herrn Andreas Siller" med violin og harpe
- D 84 Operaen Des Teufels Lustschloß
- D 85 Offertorium i C-dur (fragment) (ikke trykt)
- D 86 Menuet i D-dur for strygekvartet
- D 87 Strygekvartet nr. 10 i Es-dur
- D 87a Andante i C-dur (for strygekvartet?)
- D 88 Kanonen "Verschwunden sind die Schmerzen"
- D 89 Fem menuetter med seks trioer for strygekvartet
- D 90 Fem "Deutsche Tänze" med coda og syv trioer for strygekvartet
- D 91 To menuetter og fire trioer for klaver (ikke udgivet)
- D 92 Kanon for to stemmer (gået tabt)
- D 93 "Don Gayseros", tre lieder
- D 94 Strygekvartet nr. 7 i D-dur
- D 94a Fragment til orkesterstykke i B-dur
- D 94b Fem menuetter og seks "Deutsche Tänze" med trioer (gået tabt)
- D 95 Lieden "Adelaide"
- D 96 Kvartet i G-dur for fløjte, guitar, bratsch og cello (bearbejdelse af Wenzel Thomas Matiegkas Notturno for fløjte, bratsch og guitar, opus 21)
- D 97 Lieden "Trost. An Elisa"
- D 98 Lieden "Erinnerung"
- D 99 Lieden "Andenken"
- D 100 Lieden "Geisternähe"

## D 101 – D 150
- D 101 Lieden "Erinnerung (Totenopfer)"
- D 102 Lieden "Die Betende"
- D 103 Strygekvartet i c-mol
- D 104 Lieden "Die Befreier Europa's in Paris"
- D 105 Messe nr. 1 i F-dur
- D 106 "Salve Regina" i B-dur for tenor, orkester og orgel
- D 107 "Lied aus der Ferne"
- D 108 Lieden "Der Abend"
- D 109 "Lied der Liebe"
- D 110 Kantaten "Wer ist groß?" bassolo og kor med orkesterakkompagnement
- D 111 Lieden "Der Taucher" (anden version; den første version er D 77)
- D 111a Strygetrio i B-dur (fragment) (gået tabt)
- D 112 Strygekvartet nr. 8 i B-dur
- D 113 Lieden "An Emma"
- D 114 Lieden "Romanze"
- D 115 Lieden "An Laura, als sie Klopstocks Auferstehunglied sang"
- D 116 Lieden "Der Geistertanz"
- D 117 Lieden "Das Mädchen aus der Fremde"
- D 118 Lieden "Gretchen am Spinnrade", opus 2
- D 119 Lieden "Nachtgesang"
- D 120 Lieden "Trost in Tränen"
- D 121 Lieden "Schäfers Klagelied", opus 3, nummer 1 (to versioner)
- D 122 "Ammenlied"
- D 123 Lieden "Sehnsucht" (to versioner)
- D 124 Lieden "Am See"
- D 125 Symfoni nr. 2 i B-dur
- D 126 Lieden "Szene aus Goethes Faust"
- D 127 Kanonen "Selig alle, die im Herrn entschlafen (gået tabt)
- D 128 12 "Wiener Deutsche Tänze" for klaver
- D 129 Trioen "Mailied"
- D 130 "Der Schnee zerrinnt", kanon for tre stemmer
- D 131 "Lacrimoso son io", to kanoner for tre stemmer
- D 132 Trioen "Lied beim Rundtanz" (gået tabt)
- D 133 Trioen "Lied im Freien" (gået tabt)
- D 134 Lieden "Ballade"
- D 135 Trio for klaver til Vals opus 127, nr. 3 (se D 139)
- D 136 "Erstes Offertorium" i C-dur for sopran, tenor, klarinet eller violin, orkester og orgel
- D 137 Operaen Adrast (fragment)
- D 138 Lieden "Rastlose Liebe", opus 5, nr. 1
- D 139 Vals i Des-dur for klaver med trio i A-dur
- D 140 Lieden "Klage um Ali Bey"
- D 141 Lieden "Der Mondabend"
- D 142 Lieden "Geistes-Gruß"
- D 143 Lieden "Genügsamkeit"
- D 144 Lieden "Romanze"
- D 145 12 valse, 17 Ländler og ni écossaises for klaver, opus 18
- D 146 20 valse for klaver; kaldt "Letzte Walzer"
- D 147 Trioen "Bardengesang"
- D 148 "Trinklied"
- D 149 Lieden "Der Sänger"
- D 150 Lieden "Lodas Gespenst"

## D 151 – D 200
- D 151 Lieden "Auf einen Kirchhof"
- D 152 Lieden "Minona"
- D 153 Lieden "Als ich sie erröten sah"
- D 154 Allegro i E-dur for klaver – første sats af en sonate
- D 155 Lieden "Das Bild"
- D 156 Ti variationer i F-dur for klaver
- D 157 Klaversonate nr. 1 i E-dur
- D 158 Écossaise i F-dur for klaver
- D 159 Lieden "Die Erwartung"
- D 160 Lieden "Am Flusse"
- D 161 Lieden "An Mignon", opus 19, nr. 2
- D 162 Lieden "Nähe des Geliebten", opus 5, nr. 2
- D 163 "Sängers Morgenlied"
- D 164 Lieden "Liebesrausch" (fragment) (første version; anden version er D 179)
- D 165 "Sängers Morgenlied"
- D 166 Lieden "Amphiaraos"
- D 167 Messe nr. 2 i G-dur
- D 168 Kvartetten "Begräbnislied"
- D 168a Osterlied; tidligere kaldt D 987
- D 169 "Trinklied vor der Schlacht", unison lied
- D 170 "Schwertlied", lied med kor
- D 171 Lieden "Gebet während der Schlacht"
- D 172 Lieden "Der Morgenstern"
- D 173 Strygekvartet nr. 9 i g-mol
- D 174 Lieden "Das war ich"
- D 175 "Stabat Mater" i g-mol for kor, orkester og orgel
- D 176 Lieden "Die Sterne"
- D 177 Lieden "Vergebliche Liebe"
- D 178 Adagio i G-dur for klaver (to versioner)
- D 179 Lieden "Liebesrausch" (anden version)
- D 180 Lieden "Sehnsucht der Liebe"
- D 181 Offertorium i a-mol for kor, orkester og orgel
- D 182 Lieden "Die erste Liebe"
- D 183 "Trinklied"
- D 184 Graduale i C-dur for kor, orkester og orgel
- D 185 "Dona nobis pacem" for kvartet med blandet kor, orkester og orgel (for D 105)
- D 186 Lieden "Die Sterbende"
- D 187 Lieden "Stimme der Liebe"
- D 188 Lieden "Naturgenuß"
- D 189 Lieden "An die Freude"
- D 190 Syngespillet Der vierjährige Posten, nr. 5 "Gott! höre meine Stimme"
- D 191 Lieden "Des Mädchens Klage"
- D 192 Lieden "Der Jüngling am Bache"
- D 193 Lieden "An den Mond"
- D 194 Lieden "Die Mainacht"
- D 195 Lieden "Amalia"
- D 196 Lieden "An die Nachtigall"
- D 197 Lieden "An die Apfelbäume, wo ich Julien erblickte"
- D 198 Lieden "Seufzer"
- D 199 "Mailied" for to stemmer eller to horn
- D 200 Symfoni nr. 3 i D-dur

## D 201 – D 250
- D 201 Lieden "Auf den Tod einer Nachtigall"
- D 202 "Mailied" for to stemmer eller to horn
- D 203 "Der Morgenstern" for to stemmer eller to horn
- D 204 "Jägerlied" for to stemmer eller to horn
- D 205 "Lützows wilde Jagd" for to stemmer eller to horn
- D 206 Lieden "Liebeständelei"
- D 207 Lieden "Der Liebende"
- D 208 Lieden "Die Nonne" (første version)
- D 209 Lieden "Der Liedler"
- D 210 Lieden "Die Liebe (Freudvoll und Liedvoll)"
- D 211 Lieden "Adelwold und Emma"
- D 212 Lieden "Die Nonne" (anden version)
- D 213 Lieden "Der Traum"
- D 214 Lieden "Die Laube"
- D 215 Lieden "Jägers Abendlied" (første version; anden version er D 368)
- D 216 Lieden "Meeres Stille", opus 3, nr. 2
- D 217 Lieden "Colma's Klage"
- D 218 "Grablied"
- D 219 Lieden "Das Finden"
- D 220 Syngespillet Fernando i én akt
- D 221 Lieden "Der Abend"
- D 222 Lieden "Lieb Minna"
- D 223 "Salve Regina" (Zweites Offertorium) i F-dur for sopran, orkester og orgel (to versioner)
- D 224 "Wandrers Nachtlied" I, opus 4, nr. 3
- D 225 Lieden "Der Fischer", opus 5, nr. 3
- D 226 Lieden "Erster Verlust", opus 5, nr. 4
- D 227 Lieden "Idens Nachtgesang"
- D 228 Lieden "Von Ida"
- D 229 Lieden "Die Erscheinung"
- D 230 Lieden "Die Täuschung"
- D 231 Lieden "Das Sehnen"
- D 232 Kvartetten "Hymne an den Unendlichen"
- D 233 Lieden "Geist der Liebe"
- D 234 Lieden "Tischlied"
- D 235 Lieden "Abends unter der Linde"
- D 236 Lieden "Das Abendrot" for tre stemmer med klaverakkompagnement
- D 237 Lieden "Abends unter der Linde"
- D 238 Lieden "Die Mondnacht"
- D 239 Syngespillet Claudine von Villa Bella (ufuldendt)
1. "Das hast du wohl bereitet"
2. "Fröhlicher, seliger, herrlicher Tag!"
3. "Hin und wieder fliegen die Pfeile"
4. "Alle Freuden alle Gaben"
5. "Es erhebt sich eine Stimme"
6. "Liebe schwärmt auf allen Wegen"
7. "Mit Mädchen sich vertragen"
8. "Deinem Willen nachzugeben"
9. "Liebliches Kind, kannst du mir sagen"
10. "Mich umfängt ein banger Schauer"
- D 240 Lieden "Huldigung"
- D 241 Lieden "Alles um Liebe"
- D 242a "Winterlied" (fragment)
- D 243 "Frühlingslied"
- D 244 "Willkommen, lieber schöner Mai", kanon for tre stemmer
- D 245 Lieden "An den Frühling"
- D 246 Lieden "Die Bürgschaft"
- D 247 Lieden "Die Spinnerin"
- D 248 Lieden "Lob des Tokayers"
- D 249 Kantaten "Die Schlacht" (skitse) (ikke trykt); den anden skitse er D 387
- D 250 Lieden "Das Geheimnis"

## D 251 – D 300
- D 251 Lieden "Hoffnung" (første version; anden version er D 637)
- D 252 Lieden "Das Mädchen aus der Fremde" (anden version; første version er D 117)
- D 253 Lieden "Punschlied. Im Norden zu singen"
- D 254 Lieden "Der Gott und die Bajadere"
- D 255 Lieden "Der Rattenfänger"
- D 256 Lieden "Der Schatzgräber"
- D 257 Lieden "Heidenröslein", opus 3, nr. 3
- D 258 Lieden "Bundeslied"
- D 259 Lieden "An den Mond"
- D 260 Lieden "Wonne der Wehmut"
- D 261 Lieden "Wer kauft Liebesgötter?"
- D 262 Lieden "Die Fröhlichkeit"
- D 263 Lieden "Cora an die Sonne"
- D 264 Lieden "Der Morgenkuß"
- D 265 Lieden "Abendständchen. An Lina"
- D 266 Lieden "Morgenlied"
- D 267 Kvartetten "Trinklied"
- D 268 Kvartetten "Bergknappenlied"
- D 269 Trioen "Das Leben"
- D 270 Lieden "An die Sonne"
- D 271 Lieden "Der Weiberfreund"
- D 272 Lieden "An die Sonne"
- D 273 Lieden "Lilla an die Morgenröte"
- D 274 "Tischlerlied"
- D 275 Lieden "Totenkranz für ein Kind"
- D 276 "Abendlied"
- D 277 Trioen "Punschlied"
- D 278 "Ossians Lied nach dem Falle Nathos'"
- D 279 Klaversonate nr. 2 i C-dur
- D 280 Lieden "Das Rosenband"
- D 281 Lieden "Das Mädchen von Inistore"
- D 282 Lieden "Cronnan"
- D 283 Lieden "An den Frühling"
- D 284 "Lied"
- D 285 Lieden "Furcht der Geliebten"
- D 286 Lieden "Selma und Selmar"
- D 287 "Vaterlandslied"
- D 288 Lieden "An Sie"
- D 289 Lieden "Die Sommernacht"
- D 290 Lieden "Die frühen Gräber"
- D 291 Lieden "Dem Unendlichen"
- D 291b Lieden "Dem Unendlichen"
- D 292 Lieden "Klage"
- D 293 Lieden "Shilric und Vinvela"
- D 294 "Namensfeier" für Franz Michael Vierhalter
- D 295 Lieden "Hoffnung"
- D 296 Lieden "An den Mond"
- D 297 "Augenlied"
- D 298 Lieden "Liane"
- D 299 12 écossaises for klaver
- D 300 Lieden "Der Jüngling an der Quelle"

## D 301 – D 350
- D 301 Lieden "Lambertine"
- D 302 Lieden "Labetrank der Liebe"
- D 303 Lieden "An die Geliebte"
- D 304 "Wiegenlied"
- D 305 Lieden "Mein Gruß an den Mai"
- D 306 Lieden "Skolie"
- D 307 Lieden "Die Sternenwelten"
- D 308 Lieden "Die Macht der Liebe"
- D 309 Lieden "Das gestörte Glück"
- D 310 Lieden "Sehnsucht" (findes i to versioner)
- D 311 Lieden "An den Mond"
- D 312 Lieden "Hektors Abschied"
- D 313 Lieden "Die Sterne"
- D 314 Lieden "Nachtgesang"
- D 315 Lieden "An Rosa I"
- D 316 Lieden "An Rosa II"
- D 317 Lieden "Idens Schwanenlied"
- D 318 Lieden "Schwanengesang"
- D 319 Lieden "Luisens Antwort"
- D 320 Lieden "Der Zufriedene"
- D 321 Lieden "Kennst du das Land?"
- D 321 Lieden "Mignon"
- D 322 Lieden "Hermann und Thusnelda"
- D 323 Lieden "Klage der Ceres"
- D 324 Messe nr. 3 i B-dur
- D 325 Lieden "Harfenspieler I"
- D 326 Syngespillet Die Freunde von Salamanka
- D 327 Lieden "Lorma"
- D 328 Lieden "Der Erlkönig", opus 1 (1815)
- D 329 Lieden "Die drei Sänger"
- D 329a Kvartetten "Das Grab" (skitse)
- D 330 Lieden "Das Grab" (første version; anden version er D 377, tredje version er D 569)
- D 331 Kvartetten "Der Entfernten"
- D 332 Kvartetten "Der Entfernten" (gået tabt)
- D 333 Trioen "Laß dein Vertrauen nicht schwinden" (gået tabt)
- D 334 Menuet i A-dur med trio for klaver
- D 335 Menuet i E-dur med to trioer for klaver
- D 336 Menuet i D-dur med trio for klaver
- D 337 "Die Einsiedelei", lied for mandskor
- D 338 "An den Frühling", lied for mandskor
- D 339 Trioen "Amors Macht" (gået tabt)
- D 340 Trioen "Badelied" (gået tabt)
- D 341 Trioen "Sylphen" (gået tabt)
- D 342 Lieden "Seraphine an ihr Klavier"; også kaldt "An mein Klavier"
- D 343 Lieden "Am Tage Aller Seelen"; også kaldt "Litanei auf das Fest Aller Seelen"
- D 344 Lieden "Am ersten Maimorgen" (ikke udgivet)
- D 345 Konzertstück i D-dur for violin, strygekvartet, to oboer, to trompeter og pauker
- D 346 Allegretto i C-dur for klaver (fragment)
- D 347 Allegro moderato i C-dur for klaver (fragment)
- D 348 Andantino i C-dur for klaver (fragment)
- D 349 Adagio i C-dur for klaver (fragment)
- D 350 Lieden "Der Entfernten"

## D 351 – D 400
- D 351 "Fischerlied"
- D 352 Lieden "Licht und Liebe"; også kaldt "Nachtgesang"
- D 353 Strygekvartet nr. 11 i E-dur
- D 354 Fire "Kornische Ländler" i D-dur
- D 355 Otte Ländler i fis-mol for klaver
- D 356 Kvartetten "Trinklied"
- D 357 Kanonen "Gold'ner Schein" for tre stemmer
- D 358 Lieden "Die Nacht"
- D 359 "Lied der Mignon"
- D 360 "Lied eines Schiffers an die Dioskuren"
- D 361 Lieden "Am Bach im Frühlinge"
- D 362 "Lied" (første version; anden version er D 501)
- D 363 Lieden "An Chloen" (fragment) (ikke trykt)
- D 364 Kvartetten "Fischerlied"
- D 365 36 "Originaltänze" for klaver, opus 9
- D 366 17 "Deutsche Tänze" – kaldt "Ländler" – for klaver
- D 367 Lieden "Der König in Thule", opus 5, nr. 5
- D 368 Lieden "Jägers Abendlied" (anden version), opus 3, nr. 4
- D 369 Lieden "An Schwager Kronos", opus 19, nr. 1
- D 370 Otte Ländler i D-dur for klaver
- D 371 Lieden "Klage"
- D 372 Lieden "An die Natur"
- D 373 "Lied"
- D 374 Seks Ländler i B-dur for violinsolo
- D 375 Lieden "Der Tod Oskars"
- D 376 Lieden "Lorma"
- D 377 Lieden "Das Grab"; også kaldt "Das stille Land"
- D 378 Otte Ländler i B-dur for klaver
- D 379 "Deutsches Salve Regina" i F-dur
- D 380 To menuetter, hver med en trio, for klaver
- D 381 "Morgenlied"
- D 382 "Abendlied"
- D 383 Stabat Mater i f-mol
- D 384 Sonatine i D-dur for klaver og violin, opus posthumt 137, nr. 1
- D 385 Sonatine i a-mol for klaver og violin, opus posthumt 137, nr. 2
- D 386 "Salve Regina" i B-dur
- D 387 Kantaten "Die Schlacht" (skitse)
- D 388 Lieden "Laura am Klavier" (findes i to versioner)
- D 389 Lieden "Des Mädchens Klage" (tredje version; første version er D 6, anden version er D 191)
- D 390 Lieden "Entzückung an Laura" (første version; anden version er D 577)
- D 391 Lieden "Die vier Weltalter"
- D 392 "Pflügerlied"
- D 393 Lieden "Die Einsiedelei"
- D 394 Lieden "Gesang an die Harmonie"; også kaldt "An die Harmonie"
- D 395 Lieden "Lebensmelodien"
- D 396 Lieden "Gruppe aus dem Tartarus" (første version; fragment) (ikke trykt)
- D 397 Lieden "Ritter Toggenburg"
- D 398 "Frühlingslied"
- D 399 Lieden "Auf den Tod einer Nachtigall"
- D 400 Lieden "Die Knabenzeit"

## D 401 – D 450
- D 401 "Winterlied"
- D 402 Lieden "Der Flüchtling"
- D 403 "Lied" ("Ins stille Land") (findes i to versioner)
- D 404 Lieden "Wehmut"; også kaldt "Die Herbstnacht"
- D 405 Lieden "Der Herbstabend"
- D 406 Lieden "Abschied von der Harfe"
- D 407 Kantaten "Beitrag zur fünfzigjährigen Jubelfeier des Herrn Salieri" (første version; anden version er D 441)
- D 408 Sonatine i g-mol for klaver og violin, opus posthumt 137, nr. 3
- D 409 Lieden "Die verfehlte Stunde" (findes i to versioner)
- D 410 Lieden "Sprache der Liebe"
- D 411 Lieden "Daphne am Bach"
- D 412 Lieden "Stimme der Liebe"
- D 413 Lieden "Entzückung"
- D 414 Lieden "Geist der Liebe"
- D 415 Lieden "Klage"
- D 416 "Lied in der Abwesenheit"
- D 417 Symfoni nr. 4 i c-mol ("Den tragiske")
- D 418 Lieden "Stimme der Liebe"
- D 419 Lieden "Julius an Theone"
- D 420 Tolv "Deutsche Tänze" for klaver
- D 421 Seks écossaises for klaver
- D 422 Kvartetten "Naturgenuß", opus 16, nr. 2
- D 423 Trioen "Andenken"
- D 424 Trioen "Erinnerung"
- D 425 Trioen "Lebenslied" (gået tabt)
- D 426 Trioen "Trinklied (gået tabt)
- D 427 Trioen "Trinklied im Mai"
- D 428 Trioen "Widerhall"
- D 429 "Minnelied"
- D 430 Lieden "Die frühe Liebe"
- D 431 "Blumenlied"
- D 432 Lieden "Der Leidende"; også kaldt "Klage" (findes i to versioner)
- D 433 Lieden "Seligkeit"; også kaldt "Minnelied"
- D 434 "Erntelied"
- D 435 Operaen Die Bürgschaft i tre akter (ufuldendt)
- D 436 Lieden "Klage" (første version; anden version er D 437)
- D 437 Lieden "Klage" (anden version) (ikke udgivet)
- D 438 Rondo i A-dur for violin og strygekvartet
- D 439 Kvartetten "An die Sonne"
- D 440 "Chor der Engel" for blandet kor
- D 441 Trioen "Beitrag zur fünfzigjährigen Jubelfeier des Herrn Salieri" for to tenorer og bas med klaverakkompagnement (anden version; første version er D 407)
- D 442 Lieden "Das große Halleluja"
- D 443 Lieden "Schlachtgesang"; også kaldt "Schlachtlied"
- D 444 Lieden "Die Gestirne"
- D 445 Lieden "Edone"
- D 446 Lieden "Die Liebesgötter"
- D 447 Lieden "An den Schlaf"
- D 448 Lieden "Gott im Frühling"
- D 449 Lieden "Der gute Hirt"
- D 450 Lieden "Fragment aus dem Aeschylus" (findes i to versioner)

## D 451 – D 500
- D 451 Kantaten "Prometheus"; komponeret til Heinrich Josef Watteroths navnedag
- D 452 Messe nr. 4 i C-dur; andet "Benedictus er D 961
- D 453 Rekviem i c-mol (fragment på 64 takter) (ikke udgivet)
- D 454 "Grablied auf einen Soldaten"
- D 455 Lieden "Freude der Kinderjahre"
- D 456 Lieden "Das Heimweh"
- D 457 Lieden "An die untergehende Sonne"
- D 458 Lieden "Aus Diego Manazares"
- D 459 Klaversonate nr. 3 i E-dur; kaldt "Fünf Klavierstücke"
- D 460 "Tantum ergo" i C-dur for kor, orkester og orgel
- D 461 "Tantum ergo" i C-dur for solister, kor og orkester
- D 462 Lieden "An Chloen"
- D 463 "Hochzeitslied"
- D 464 Lieden "In der Mitternacht"
- D 465 Lieden "Trauer der Liebe"
- D 466 Lieden "Die Perle"
- D 467 Lieden "Pflicht und Liebe"
- D 468 Lieden "An den Mond"
- D 469 Lieden "Mignon" (findes i to versioner; ufuldendt)
- D 470 Ouverture i B-dur for orkester
- D 471 Trio for strygere i B-dur
- D 472 "Kantate zu Ehren Josef Spendous" for solostemmer, kor og orkester
- D 473 "Liedesend"
- D 474 "Lied des Orpheus, als er in die Hölle ging"; også kaldt "Orpheus"
- D 475 Lieden "Abschied (nach einer Wallfahrtsarie)"
- D 476 Lieden "Rückweg"
- D 477 Lieden "Alte Liebe rostet nie"
- D 478 Lieden "Harfenspieler I", opus 12, nr. 1 (findes i to versioner)
- D 479 Lieden "Harfenspieler II", opus 12, nr. 3 (findes i to versioner)
- D 480 Lieden "Harfenspieler III", opus 12, nr. 2 (findes i tre versioner)
- D 481 "Lied der Mignon" (fjerde version; de andre versioner er hhv. D 310, D 359 og D 877)
- D 482 Lieden "Der Sänger am Felsen"
- D 483 "Lied" ("Ferne von der großen Stadt")
- D 484 Lieden "Gesang der Geister über den Wassern" (fragment)
- D 485 Symfoni nr. 5 i B-dur
- D 486 "Magnificat" i C-dur
- D 487 Adagio & Rondo Concertante i F-dur for klaver, violin, bratsch og cello
- D 488 "Auguste jam coelestium", duet for sopran og stemme med orkesterakkompagnement
- D 489 Lieden "Der Unglückliche"; også kaldt "Der Wanderer" (første version)
- D 490 Lieden "Der Hirt"
- D 491 Lieden "Geheimnis"
- D 492 Lieden "Zum Punsche"
- D 493 Lieden "Der Wanderer" (anden version), opus 4, nr. 1
- D 494 "Der Geistertanz" for kor
- D 495 "Abendlied der Fürstin"
- D 496 Lieden "Bei dem Grabe meines Vaters"
- D 497 Lieden "An die Nachtigall"
- D 498 "Wiegenlied" ("Schlafe, schlafe, holder, süßer Knabe")
- D 499 "Abendlied"
- D 500 Lieden "Phidile"